# Charles Bedos
Pour les articles homonymes, voir Bedos.
Charles Bedos est un avocat et résistant français.

## Biographie
Né le 15 avril 1903 à Naples, où son père est diplomate, Charles Bedos s'inscrit en 1919 au barreau de Nîmes après avoir suivi les cours de la faculté de droit de Montpellier.
Il adhère à la Section française de l'Internationale ouvrière et est élu conseiller municipal en 1935.
Durant la Seconde Guerre mondiale il est en contact avec la résistance nîmoise, son domicile servant de boîte à lettres. Avec Maurice Delran à ses côtés, il prend la défense en 1943 de Jean Robert et Vincent Faïta.
Arrêté par la Gestapo en octobre 1943, il est déporté à Mauthausen avec le matricule 59548.
Après la Libération, il revient des camps en mai 1945. Il devient président de la Fédération départementale des déportés et prononce, le 1er septembre 1945, un discours remarqué dans les arènes de Nîmes.
En 1946, candidat aux élections législatives, il est élu mais refuse finalement de siéger au profit de Paul Béchard. Il quitte la SFIO en 1958, date à laquelle il devient aussi bâtonnier.
Titulaire de la médaille de la Résistance, il a aussi été fait officier de la Légion d'honneur.
Il meurt en 1966 à Montpellier.

### Vie privée
Son épouse Alix, devenue après sa mort présidente du comité de quartier Feuchères, lui survit jusqu'en 2020. Ils ont ensemble une fille, Geneviève.